# 711-я противотанковая вертолётная эскадрилья
711-я противотанковая вертолётная эскадрилья (сербохорв. 711. protivoklopna helikopterska eskadrila / 711. противоклопна хеликоптерска ескадрила) — вертолётная эскадрилья военно-воздушных сил и войск ПВО СФРЮ. Образована в 1982 году в соответствии с приказом от 19 апреля того же года как правопреемник 466-й эскадрильи лёгкой боевой авиации.

## История
Первоначальной базой эскадрильи был загребский аэродром Плесо, сама эскадрилья входила в состав 111-й авиационной бригады (позже — 111-й вертолётный полк) и была оснащена противотанковыми вертолётами Aérospatiale Gazelle отечественной сборки (Soko SA.341 Gazelle и Soko SA.342 Gama). В 1991 году после начала гражданской войны эскадрилья была переведена на авиабазу Лучко. В связи с эскалацией войны в Хорватии бригада оказалась на территории, контролируемой хорватскими частями, и Верховное командование ВВС СФРЮ приказало эвакуировать авиачасти на безопасную территорию: три вертолётные эскадрильи были переброшены на авиабазу Залужани под Баня-Лукой, среди которых была и 711-я.
В состав 711-й противотанковой вертолётной эскадрильи вошла расформированная 713-я противотанковая вертолётная эскадрилья. 12 мая 1992 года 111-й вертолётный полк и две его эскадрильи стали частями Военно-воздушных сил боснийских сербов. 26 июля 1992 года после образования ВВС Республики Сербской полк был расформирован, а вертолётные и самолётные эскадрильи вошли в 92-ю смешанную авиационную бригаду. В том же году 780-я транспортная и 711-я противотанковая вертолётные эскадрильи были расформированы, а на их основе была образована 89-я смешанная вертолётная эскадрилья.

## В составе
- 111-й вертолётный полк[англ.] (1982–1992)
- 92-я смешанная авиационная бригада (1992)

## Аэродромы
- Плесо, Загреб (1982–1991)
- Лучко (1991)
- Залужани (1991–1992)